# Гарасимівська сільська рада (Тлумацький район)
| Гарасимівська сільська рада — колишній орган місцевого самоврядування у Тлумацькому районі Івано-Франківської області з адміністративним центром у с. Гарасимів. Водоймища на території, підпорядкованій даній раді: річка Вікно. Сільській раді були підпорядковані населені пункти: - с. Гарасимів |

## Склад ради
Рада складалася з 16 депутатів та голови.

### Керівний склад ради
| ПІБ                           | Основні відомості                                                   | Дата обрання | Дата звільнення |
| ----------------------------- | ------------------------------------------------------------------- | ------------ | --------------- |
|                               |                                                                     |              |                 |
| Колинецький Василь Михайлович | Сільський голова, 1965 року народження, освіта вища , позапартійний | 24.10.2015   |                 |

Примітка: таблиця складена за даними джерела